# Record d'Europe du 100 mètres haies
Pour un article plus général, voir Records d'Europe d'athlétisme.
Le record d'Europe du 100 mètres haies est actuellement détenu par la Bulgare Yordanka Donkova qui établit le temps de 12 s 21 le 21 août 1988 à Stara Zagora, en Bulgarie.
Le premier record d'Europe du 100 mètres haies homologué par l'Association européenne d'athlétisme est établi par la Polonaise Teresa Sukniewicz en 1969 avec le temps de 13 s 3.

## Progression
| Chronométrage manuel       |       |                   |            |              |
| 13 s 3                     | + 1,3 | Teresa Sukniewicz | 20/06/1969 | Varsovie     |
| 13 s 3                     | + 1,0 | Karin Balzer      | 20/06/1969 | Varsovie     |
| 13 s 0                     | + 1,6 | Karin Balzer      | 27/07/1969 | Leipzig      |
| 12 s 9                     | + 0,7 | Karin Balzer      | 05/09/1969 | Berlin       |
| 12 s 8                     | + 1,3 | Teresa Sukniewicz | 20/06/1970 | Varsovie     |
| 12 s 7                     | + 0,4 | Karin Balzer      | 26/07/1970 | Berlin       |
| 12 s 7                     | + 1,6 | Teresa Sukniewicz | 20/09/1970 | Varsovie     |
| 12 s 7                     | + 1,5 | Karin Balzer      | 25/07/1971 | Berlin       |
| 12 s 6                     | + 1,9 | Karin Balzer      | 31/07/1971 | Berlin       |
| 12 s 5                     | + 0,7 | Annelie Ehrhardt  | 13/08/1972 | Potsdam      |
| 12 s 5                     |       | Annelie Ehrhardt  | 15/06/1972 | Berlin       |
| 12 s 3                     | + 1,5 | Annelie Ehrhardt  | 22/07/1973 | Dresde       |
| Chronométrage électronique |       |                   |            |              |
| 12 s 59                    | + 0,6 | Annelie Ehrhardt  | 08/09/1972 | Munich       |
| 12 s 48                    | + 1,9 | Grażyna Rabsztyn  | 10/06/1978 | Fürth        |
| 12 s 36                    | + 1,9 | Grażyna Rabsztyn  | 13/06/1980 | Varsovie     |
| 12 s 35                    |       | Yordanka Donkova  | 13/08/1986 | Sofia        |
| 12 s 35                    | + 0,1 | Yordanka Donkova  | 17/08/1986 | Cologne      |
| 12 s 29                    | - 0,4 | Yordanka Donkova  | 17/08/1986 | Cologne      |
| 12 s 26                    | + 1,5 | Yordanka Donkova  | 07/09/1986 | Ljubljana    |
| 12 s 25                    | + 1,4 | Ginka Zagorcheva  | 08/08/1987 | Dráma        |
| 12 s 21                    | + 0,7 | Yordanka Donkova  | 21/08/1988 | Stara Zagora |